# Distretto di Beihu
Il distretto di Beihu (北湖区S, Běihú QūP) è un distretto della Cina, situato nella provincia di Hunan e amministrato dalla prefettura di Chenzhou.